# Grünbach am Schneeberg
Grünbach am Schneeberg es una localidad del distrito de Neunkirchen, en el estado de Baja Austria, Austria, con una población estimada, a principios del año 2021, de 1588 habitantes. 
Se encuentra ubicada al sur del estado, al sur de Viena y del río Danubio y a poca distancia al norte de la frontera con el estado de Estiria.